# Gabinete Chautemps I
O Gabinete Chautemps I foi o ministério formado por Camille Chautemps em 21 de fevereiro de 1930 e dissolvido em 25 de fevereiro do mesmo ano. Foi o 83º gabinete da Terceira República Francesa, sendo antecedido pelo Gabinete Tardieu I e sucedido pelo Gabinete Tardieu II.

## Contexto
Nomeado Presidente do Conselho de Ministros, Camille Chautemps queria um governo de "concentração republicana". Para esse fim, após a queda do primeiro gabinete de André Tardieu (a qual ele havia ajudado a precipitar), o Presidente da República, Gaston Doumergue, o convocou como líder do maior grupo da oposição.
Porém, a recusa do grupo de Tardieu em participar dessa coalizão ou mesmo em apoiá-la impediu a implementação desse novo governo, e o ministério, voltado à esquerda, não obteve a confiança da Assembleia Nacional Francesa. Em 2 de março, Doumergue reconduziu Tardieu ao poder.

## Composição
- Presidente da República: Gaston Doumergue
- Presidente do Conselho de Ministros: Camille Chautemps
- Ministro dos Estrangeiros: Aristide Briand
- Ministro da Justiça: Théodore Steeg
- Ministro do Interior: Camille Chautemps
- Ministro da Guerra: René Besnard
- Ministro das Finanças: Charles Dumont
- Ministro da Marinha: Albert Sarraut
- Ministro da Instrução Pública e Belas Artes: Jean Durand
- Ministro das Obras Públicas: Édouard Daladier
- Ministro da Agricultura: Henri Queuille
- Ministro do Comércio e Indústria: Georges Bonnet
- Ministro das Colônias: Lucien Lamoureux
- Ministro do Trabalho, Higiene, Assistência e Segurança Social: Louis Loucheur
- Ministro das Pensões: Claudius Gallet
- Ministro do Ar: Laurent Eynac
- Ministro dos Correios, Telégrafos e Telefones: Julien Durand
- Ministro da Marinha Mercante: Charles Daniélou